# Phoma glaucispora
Phoma glaucispora är en lavart som först beskrevs av Delacr., och fick sitt nu gällande namn av Noordel. & Boerema 1988. Phoma glaucispora ingår i släktet Phoma, ordningen Pleosporales, klassen Dothideomycetes, divisionen sporsäcksvampar och riket svampar.   Inga underarter finns listade i Catalogue of Life.